# Poa golestanensis
Poa golestanensis är en gräsart som beskrevs av Hildemar Wolfgang Scholz och Akhani. Poa golestanensis ingår i släktet gröen, och familjen gräs. Inga underarter finns listade i Catalogue of Life.